# سي بارة (اسماعيلي كرمان)
سي بارة (بالفارسية: سی پاره) هي منطقة سكنية تقع في إيران في منطقة إسماعيلي. يقدر عدد سكانها بـ 0 نسمة بحسب إحصاء 2016.